# Тайнмут
Тайнмут (англ. Tynemouth) — місто (town) у складі метрополітенського району Норт-Тайнсайд у метрополітенському графстві Тайн-енд-Вір. Розташований за 13 кілометрів від Ньюкасла.

## Історія
Перші поселення з'явилися на місті нинішнього поселення ще в залізній добі. На рубежі нашої ери цими землями володіли римляни. У VII столітті було засновано монастир у Тайнмуті. У ньому в раннє Середньовіччя були поховані троє королів: Освін, король Дейри (651 рік), Осред ІІ, король Нортумбрії (792 рік) і Малкольм III, король Шотландії (1093 рік). На згадку про це герб району Норт-Тайнсайд прикрашають три корони. У 800 році монастир був зруйнований датчанами, знову постраждав у 875, але до 1083 остаточно відновлено. У монастирі в XIII—XIV століттях жили королеви Англії, подружжя Едуарда I і Едуарда II, у той час, коли їхні чоловіки воювали в Шотландії. Після поразки в битві при Беннокберні в 1314 Едуард II біжить морем на кораблі з Тайнмута в південну Англію. За короля Едуарда III замок Тайнмут стає однією з найсильніших фортець північної Англії.

## Клімат
Тайнмут має дуже помірний морський клімат, на який сильно впливає його розташування біля Північного моря. У результаті цього літні максимуми знижуються і, згідно з даними Метеорологічного бюро за 1981—2010 рр., становлять у середньому близько 18 °C. Через морський вплив зимова низька температура особливо м'яка для північної Англії. Рівень сонячного сяйва 1515 годин на рік є нормальним для прибережного північного сходу, що також справедливо для відносно низької кількості опадів у 597,2 міліметра (23,51 дюйма).